# Eugonyleptes scaber
Eugonyleptes scaber es una especie de arácnido del orden Opiliones de la familia Gonyleptidae.

## Distribución geográfica
Se encuentra en Brasil, Chile y en Uruguay.